# أريسا موراتا
أريسا موراتا (باليابانية: 村田愛里咲؛ بالكانا: むらた ありさ) هي متزحلقة حرة يابانية، ولدت في 17 أكتوبر 1990 في واكاماتسو-كو في اليابان.

## وصلات خارجية
- أريسا موراتا على موقع الاتحاد الدولي للتزلج (التزلج الحر) (الإنجليزية)
- أريسا موراتا على موقع اللجنة الأولمبية الدولية (الإنجليزية)
- أريسا موراتا على موقع أوليمبيديا (الإنجليزية)